# Saint-Vincent-en-Bresse
Pour les articles homonymes, voir Saint-Vincent et Bresse (homonymie).
Saint-Vincent-en-Bresse est une commune française située dans le département de Saône-et-Loire, en région Bourgogne-Franche-Comté.

## Géographie
Cette commune de la Bresse louhannaise est située à 22 km de Chalon-sur-Saône et 16 km de Louhans.

### Climat
Pour des articles plus généraux, voir Climat de la Bourgogne-Franche-Comté et Climat de Saône-et-Loire.
En 2010, le climat de la commune est de type climat océanique dégradé des plaines du Centre et du Nord, selon une étude du Centre national de la recherche scientifique s'appuyant sur une série de données couvrant la période 1971-2000. En 2020, Météo-France publie une typologie des climats de la France métropolitaine dans laquelle la commune est exposée à un climat semi-continental et est dans la région climatique Bourgogne, vallée de la Saône, caractérisée par un bon ensoleillement (1 900 h/an), un été chaud (18,5 °C), un air sec au printemps et en été et des vents faibles.
Pour la période 1971-2000, la température annuelle moyenne est de 11,1 °C, avec une amplitude thermique annuelle de 17,7 °C. Le cumul annuel moyen de précipitations est de 919 mm, avec 11,5 jours de précipitations en janvier et 7,8 jours en juillet. Pour la période 1991-2020, la température moyenne annuelle observée sur la station météorologique de Météo-France la plus proche, « Montpont », sur la commune de Montpont-en-Bresse à 14 km à vol d'oiseau, est de 11,8 °C et le cumul annuel moyen de précipitations est de 1 026,2 mm. 
La température maximale relevée sur cette station est de 40,3 °C, atteinte le 31 juillet 2020 ; la température minimale est de −16,5 °C, atteinte le 20 décembre 2009,,.
Les paramètres climatiques de la commune ont été estimés pour le milieu du siècle (2041-2070) selon différents scénarios d'émission de gaz à effet de serre à partir des nouvelles projections climatiques de référence DRIAS-2020. Ils sont consultables sur un site dédié publié par Météo-France en novembre 2022.

## Urbanisme

### Typologie
Au 1er janvier 2024, Saint-Vincent-en-Bresse est catégorisée commune rurale à habitat dispersé, selon la nouvelle grille communale de densité à sept niveaux définie par l'Insee en 2022.
Elle est située hors unité urbaine. Par ailleurs la commune fait partie de l'aire d'attraction de Chalon-sur-Saône, dont elle est une commune de la couronne,. Cette aire, qui regroupe 109 communes, est catégorisée dans les aires de 50 000 à moins de 200 000 habitants,.

### Occupation des sols
L'occupation des sols de la commune, telle qu'elle ressort de la base de données européenne d’occupation biophysique des sols Corine Land Cover (CLC), est marquée par l'importance des territoires agricoles (66,5 % en 2018), en diminution par rapport à 1990 (68,8 %). La répartition détaillée en 2018 est la suivante : zones agricoles hétérogènes (53,4 %), forêts (30,4 %), terres arables (9,4 %), prairies (3,7 %), zones urbanisées (3,1 %). L'évolution de l’occupation des sols de la commune et de ses infrastructures peut être observée sur les différentes représentations cartographiques du territoire : la carte de Cassini (XVIIIe siècle), la carte d'état-major (1820-1866) et les cartes ou photos aériennes de l'IGN pour la période actuelle (1950 à aujourd'hui).

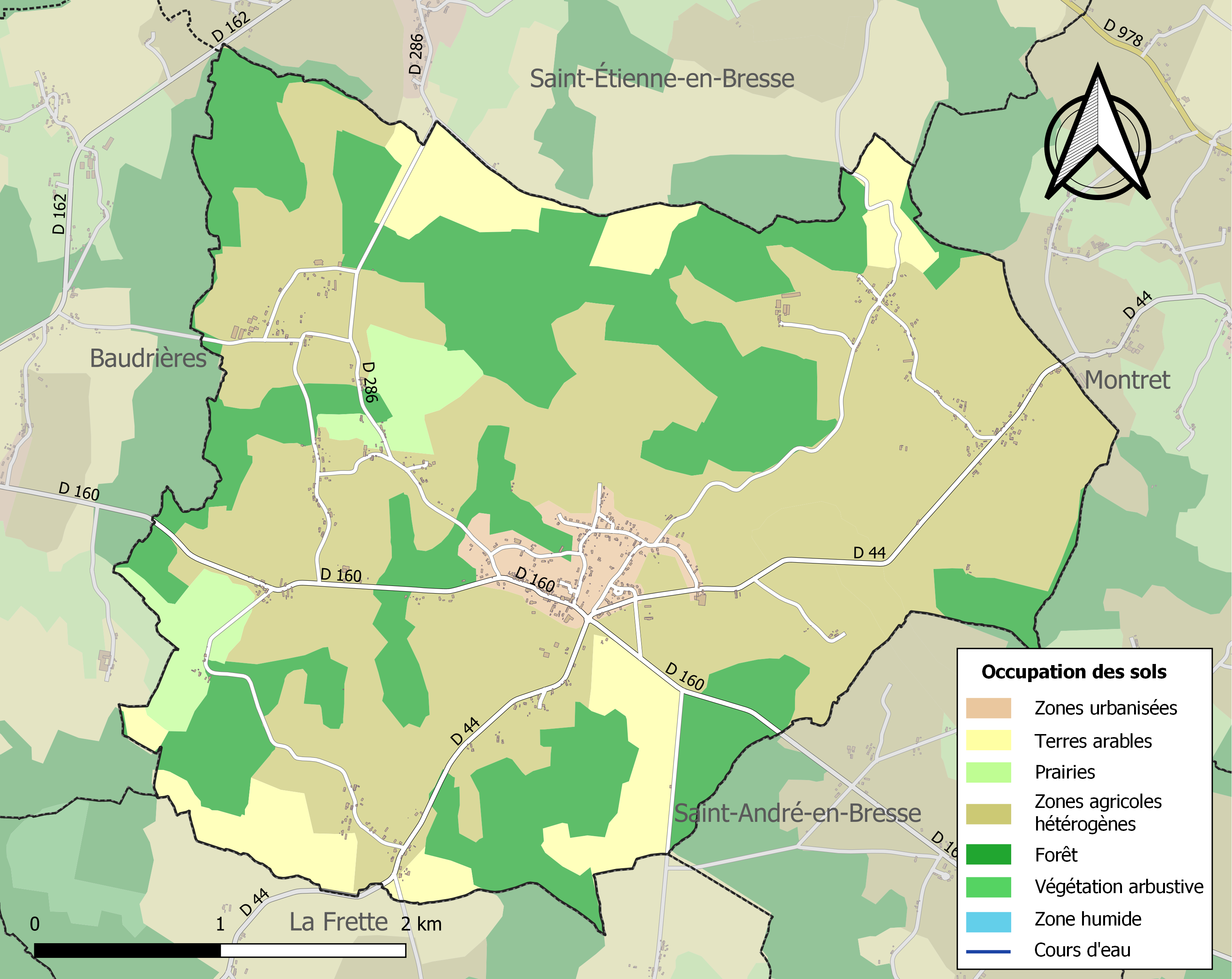
Carte des infrastructures et de l'occupation des sols de la commune en 2018 (CLC).

## Toponymie

### Attestations anciennes
- Sanctus Vincentius in Brixia ;
- Saint-Vincent-en-Braisse.

### Étymologie
Le nom provient de saint Vincent né à Saragosse, mort martyr à Valence en 304 pendant les persécutions de Dioclétien.

## Histoire

### Antiquité
Un peuplement gallo-romain est attesté par des débris de poteries et de tuiles de l'époque ainsi que par les vestiges de la voie antique Chalon - Lons-le-Saunier. Le long de cette voie, il a été trouvé, en creusant des fossés au hameau de Putigny, une grande quantité d'armes tranchantes, des mors, des fers de chevaux. On y a signalé également la découverte d'une petite statuette en bronze d'un beau travail, représentant un captif romain, les mains liées derrière le dos. Elle serait maintenant au musée du Louvre.

### Moyen Âge
La paroisse de Saint-Vincent est mentionnée dès l'an 1090 dans un cartulaire de l'abbaye de Saint-Marcel-lès-Chalon, puis en 1464 et en 1503 au registre des fiefs.

### Renaissance et Époque Moderne
Au XVIIe siècle, la famille de Chatenay ou de Chastenay prit Dossession du fief de Saint Vincent, baronnie qui fut ensuite érigée en comté. Les de Chatenay portaient « d'argent au coq de sinople crêté, barbé, armé et couronné de Gueules, accompagné de trois roses de même, deux en chef et une en pointe ».
Joachim de Chatenay, gentilhomme de la chambre du roi, commissaire des guerres en Bourgogne fut gouverneur de Chalon-sur-Saône pendant les guerres de Religion.
Charles-Anne de Chatenay, comte de Saint-Vincent, baron de Baudrières eut deux fils de son union avec Jeanne-Marie de Martigny. L'un, Henri-François était seigneur de Saint-Étienne-en-Bresse, d'Haraucourt en Lorraine, de la Borde et autres lieux ; le second François de Truchy possédait les fiefs de Terrans, Frontenard, Serville, Varennes.
Marie-Jeanne, fille de Henri-François, porta par mariage vers 1780 les terres de Saint-Vincent au comte Charles de la Teyssonnière, chevalier, maître de camp de la cavalerie. Leur fils fut le dernier seigneur du lieu ; il émigra sous la Révolution pendant laquelle Saint-Vincent portait le nom de Saint-Vincent-des-Bois.
Cette famille de Chatenay était alliée aux vieilles lignées des de Ténarre, de Baufremont, de Tavannes et autres.
À la bibliothèque nationale (coll. Bourgogne, vol. 18, Page 416) on trouve la reproduction d'une tombe située dans le chœur de l'église de Saint-Vincent et portant l'inscription suivante: « Cy-gist dame Marguerite de Ténarre, femme et compagne de feu Messire Charles de Refuge, Seigneur et baron de Conforgien, laquelle décédée le 7 avril 1639 ». Cette pierre a maintenant disparu.

## Politique et administration

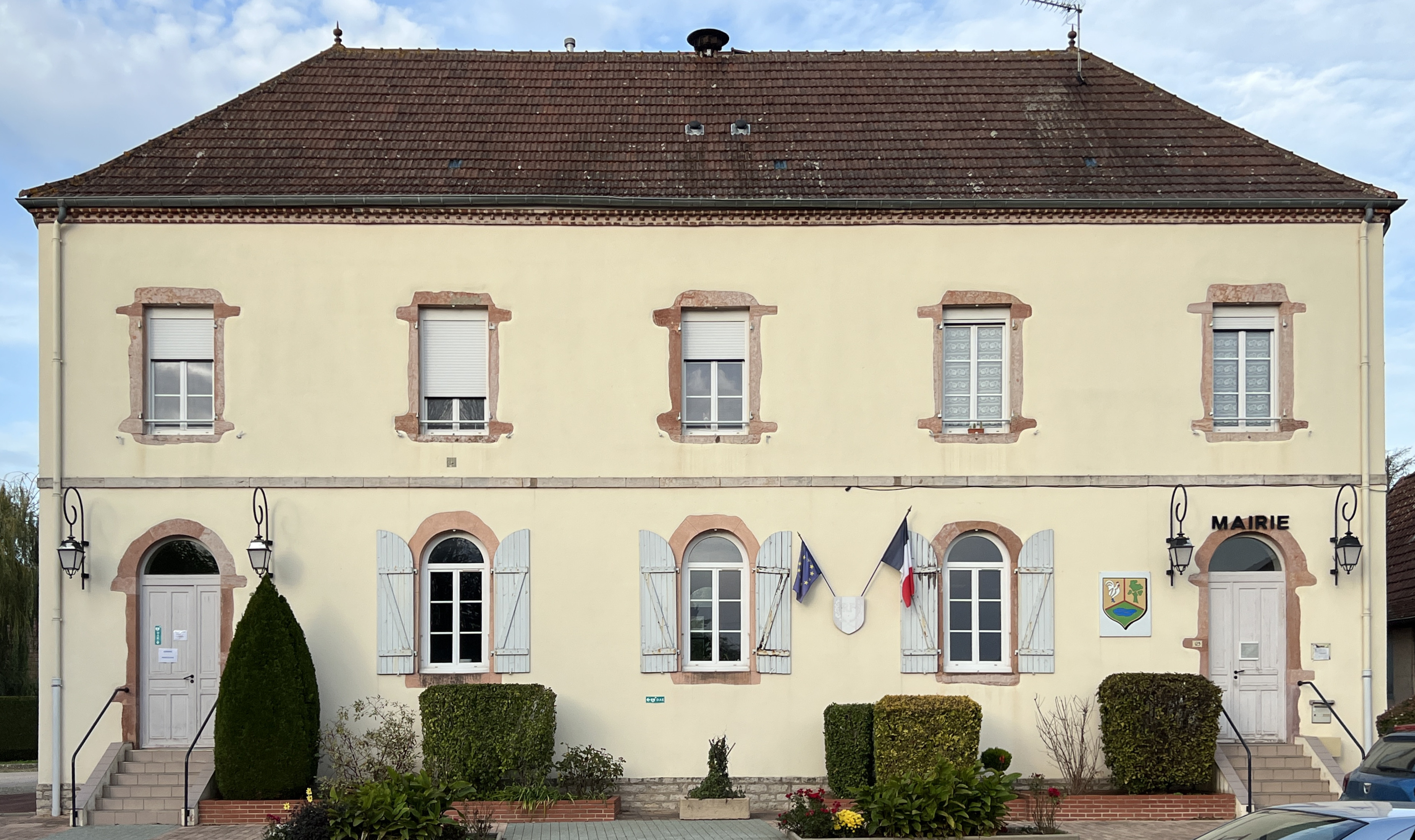
Mairie.

### Tendances politiques et résultats

#### Élections législatives
Le village de Saint-Vincent-en-Bresse faisant partie de la quatrième circonscription de Saône-et-Loire, place en tête lors du 1er tour des élections législatives françaises de 2022, Cécile Untermaier (PS), députée sortante, avec 35,16 % des suffrages, ainsi lors du second tour, avec 52,90 % des suffrages.

### Liste des maires de Sant-Vincent-en-Bresse
| Période                                  | Période   | Identité       | Étiquette | Qualité |
| ---------------------------------------- | --------- | -------------- | --------- | ------- |
| avant 1981                               | ?         | Edmond Bouvret | PCF       |         |
| avant 1988                               | ?         | Marie Bouvret  | PCF       |         |
| 1988                                     | mars 2014 | Pascal Maddin  |           |         |
| mars 2014                                | En cours  | Bruno Favette  |           |         |
| Les données manquantes sont à compléter. |           |                |           |         |

## Démographie
L'évolution du nombre d'habitants est connue à travers les recensements de la population effectués dans la commune depuis 1793. Pour les communes de moins de 10 000 habitants, une enquête de recensement portant sur toute la population est réalisée tous les cinq ans, les populations de référence des années intermédiaires étant quant à elles estimées par interpolation ou extrapolation. Pour la commune, le premier recensement exhaustif entrant dans le cadre du nouveau dispositif a été réalisé en 2004.

En 2022, la commune comptait 581 habitants, en évolution de +1,22 % par rapport à 2016 (Saône-et-Loire : −1,06 %, France hors Mayotte : +2,11 %).
| 1793 | 1800 | 1806 | 1821 | 1831 | 1836 | 1841 | 1846 | 1851 |
| ---- | ---- | ---- | ---- | ---- | ---- | ---- | ---- | ---- |
| 573  | 606  | 612  | 657  | 680  | 763  | 777  | 814  | 820  |

| 1856 | 1861 | 1866 | 1872 | 1876 | 1881 | 1886 | 1891 | 1896 |
| ---- | ---- | ---- | ---- | ---- | ---- | ---- | ---- | ---- |
| 807  | 875  | 854  | 868  | 902  | 972  | 928  | 901  | 904  |

| 1901 | 1906 | 1911 | 1921 | 1926 | 1931 | 1936 | 1946 | 1954 |
| ---- | ---- | ---- | ---- | ---- | ---- | ---- | ---- | ---- |
| 862  | 837  | 827  | 738  | 769  | 668  | 641  | 556  | 524  |

| 1962 | 1968 | 1975 | 1982 | 1990 | 1999 | 2004 | 2006 | 2009 |
| ---- | ---- | ---- | ---- | ---- | ---- | ---- | ---- | ---- |
| 481  | 412  | 349  | 365  | 420  | 468  | 446  | 435  | 503  |

| 2014 | 2019 | 2022 | - | - | - | - | - | - |
| ---- | ---- | ---- | - | - | - | - | - | - |
| 561  | 570  | 581  | - | - | - | - | - | - |

## Culture locale et patrimoine

### Héraldique
|  | Les armes de la commune se blasonnent ainsi : Tiercé en pairle renversé au 1) d'or au coq contourné au naturel, au 2) d'or à l'arbre arraché de sinople, au 3) de sinople au lac cousu d'azur ; au pairle renversé en filet de gueules brochant sur la partition. |

## Pour approfondir